# Hydrornis caeruleus
La pita gigante (Hydrornis caeruleus) es una especie de ave en la familia Pittidae. 

## Distribución y hábitat
Se la encuentra en Brunéi, Indonesia, Malasia, Myanmar, y Tailandia. Sus hábitats naturales son los bosques bajos húmedos y los bosques montanos húmedos subtropicales o tropicales. Se encuentra amenazada por pérdida de hábitat.